# Radio AS 98,1
Radio AS 98,1 – lokalna rozgłośnia radiowa z Inowrocławia działająca w latach 1997–2006. Emitowała utwory z lat 80. i 90. oraz muzykę współczesną.

## Historia
Ostatnim dyrektorem programowym „Radia AS 98,1” był Mirosław Amonowicz.
30 grudnia 2006, po podpisaniu umowy franczyzowej, stacja weszła w skład sieci Radia Eska i zmieniła nazwę na Radio Eska Inowrocław.
30 czerwca 2014, po przeszło siedmiu latach współpracy z Eską, nazwa radia została zmieniona na Radio 98,1 FM. Można było w nim usłyszeć muzykę z gatunku oldies. Dżingle identyfikujące stację były podobne do tych emitowanych w Radiu Zet Gold. Prócz muzyki, stacja emitowała wiadomości lokalne.
22 grudnia 2014, stacja weszła w skład sieci Radia Zet Gold, jednocześnie zmieniając nazwę na Radio ZET Gold 98,1. Następnie, w związku z rebrandingiem, 4 września 2017, Radia Zet Gold, stacja stała się częścią sieci Meloradia.